# 根本美香
根本美香（ねもと みか、1944年1月31日 - ）は、日本のバレエダンサー、バレエ指導者。谷桃子バレエ団所属。根本美香バレエスクール主宰者。神奈川県横浜市出身。関東学院短期大学卒業。

## 経歴
- 1961年 - 小牧バレエ団入団。「眠れる森の美女」の”赤ずきんと狼”で初舞台[1]。
- 1963年- 根本美香バレエスクールを開設。
- 1967年 - 谷桃子バレエ団に移籍。谷桃子バレエ団『白鳥の湖』『リゼット』『くるみ割り人形』『ジゼル』の主役を踊る[1][3]。他、多くの演目で重要な役を務める。 日本バレエ協会公演ではソリストとして 『眠れる森の美女』(ブルーバード)　『 真夏の夜の夢』（ハーミャ）に主演。小林恭バレエ団公演『コッペリア』主役。NHK TV 新春バレエコンサート『ワルプルギスの夜』主役。長年、谷桃子バレエ団の主役を踊る。その他のバレエ、モダンダンス公演にも多数主演[4]。
- 1972年 - ヴァルナ国際バレエコンクール[1]、セミファイナリスト。
- 1979年 -  文化庁派遣芸術家在外研修員としてパリ、ロンドンに留学[1]。
- 1981年 - 根本美香バレエリサイタル開催。(81年、83年、84年、87年、88年、97年)[4]。

## 受賞
- 1985年 - 根本美香バレエリサイタル『清姫』で、文化庁芸術祭賞受賞[5]。
- 1986年 - 神奈川芸術舞踊祭で、奨励賞(第1位)受賞[4]。
- 1996年 - 神奈川県芸術舞踊祭ヨコハマコンペティションで、第1位 受賞[4]。

## 役職
- 谷桃子バレエ団所属[1]
- 根本美香バレエスクール主宰[1]
- 文化庁在外研修員の会監事
- 日本バレエ協会会員[1]
- 全国舞踊コンクール、オールジャパンバレエユニオンコンクール、他審査員
- チャコットカルチャー横浜スタジオ講師[4]